# Gölle
Gölle es un pueblo ubicado en el distrito de Kaposvár, en el condado de Somogy, Hungría.

## Superficie
Posee una superficie de 44,69 kilómetros cuadrados.

## Demografía
Hasta 2019 la población era de 804 habitantes, con una densidad de población de 17,99 habitantes por kilómetro cuadrado.